# Liste der Biografien/Keb
Liste der Biografien |
Portal Biografien |
Personensuche
# |
A |
B |
C |
D |
E |
F |
G |
H |
I |
J |
K |
L |
M |
N |
O |
P |
Q |
R |
S |
T |
U |
V |
W |
X |
Y |
Z |
?
 
Ka |
Kb |
Kc |
Kd |
Ke |
Kf |
Kg |
Kh |
Ki |
Kj |
Kl |
Km |
Kn |
Ko |
Kp |
Kr |
Ks |
Kt |
Ku |
Kv |
Kw |
Ky |
Kx |
Kz
 
Kea |
Keb |
Kec |
Ked |
Kee |
Kef |
Keg |
Keh |
Kei |
Kej |
Kek |
Kel |
Kem |
Ken |
Keo |
Kep |
Ker |
Kes |
Ket |
Keu |
Kev |
Kew |
Kex |
Key |
Kez
Die Liste der Biografien führt alle Personen auf, die in der deutschsprachigen Wikipedia einen Artikel haben. Dieses ist eine Teilliste mit 50 Einträgen von Personen, deren Namen mit den Buchstaben „Keb“ beginnt.

## Keb

### Keba
- Keba von Reichenau († 736), Abt des Klosters Reichenau (934–936)
- Kebaier, Mondher (* 1970), tunesischer Fußballtrainer
- Kebaïli, Ahmed (1925–2013), algerischer Radrennfahrer
- Kebaili, Mounir (1924–1976), tunesischer Fußballspieler
- Kebano, Neeskens (* 1992), französischer Fußballspieler

### Kebb
- Kebbe, Detlef (* 1952), deutscher Fußballfunktionär
- Kebbel, Arielle (* 1985), US-amerikanische SchauspielerinArielle Kebbel (* 1985)

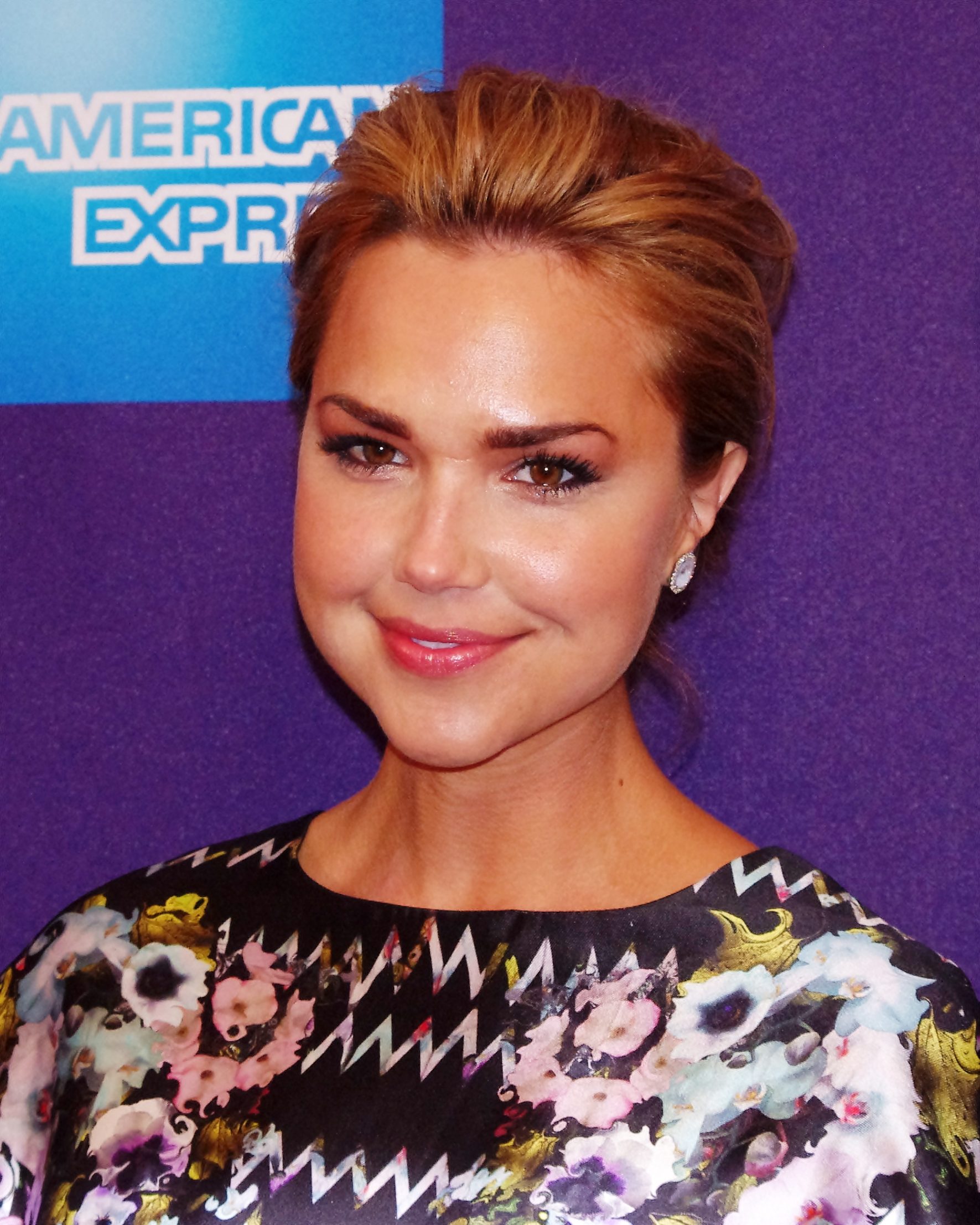
Arielle Kebbel (* 1985)

- Kebbel, Malte (* 1981), deutscher Lichtkünstler, Medienkünstler
- Kebbell, Toby (* 1982), britischer Schauspieler

### Kebe
- Kébé, Fatoumata (* 1985), französische Astrophysikerin
- Kébé, Mbaye Gana (1936–2013), senegalesischer Schriftsteller
- Kebede, Aberu (* 1989), äthiopische Langstreckenläuferin
- Kebede, Asrat (* 1987), äthiopische Marathonläuferin
- Kebede, Liya (* 1978), äthiopisches Model, Designerin und Schauspielerin
- Kebede, Sutume Asefa (* 1994), äthiopische Langstreckenläuferin
- Kebede, Teferi (* 1986), äthiopischer Marathonläufer
- Kebede, Tsegay (* 1987), äthiopischer Langstreckenläufer
- Kebekus, Carolin (* 1980), deutsche Komikerin, Sängerin, Synchronsprecherin und SchauspielerinCarolin Kebekus (* 1980)

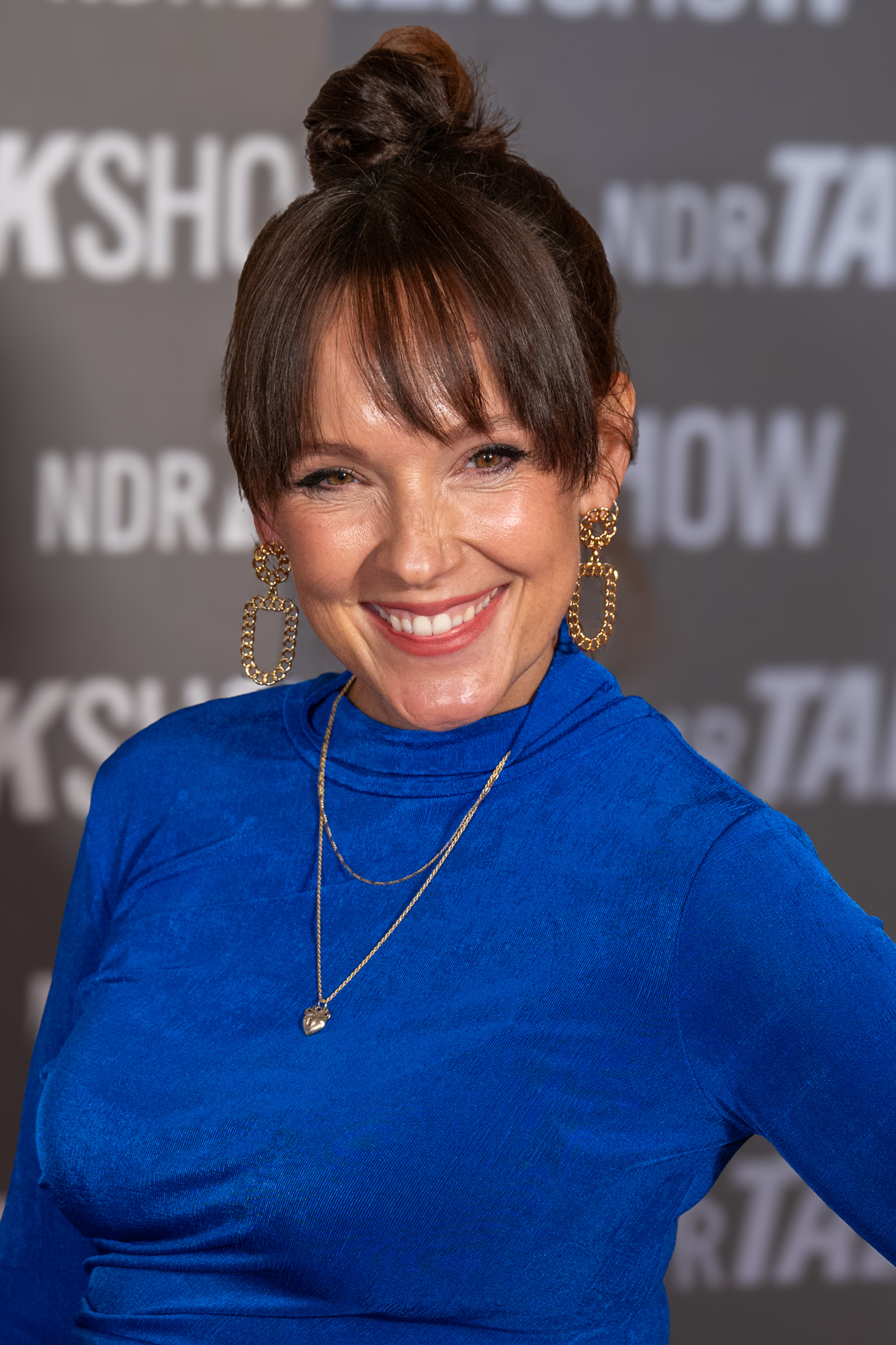
Carolin Kebekus (* 1980)

- Kebekus, David (* 1984), deutscher Comedian, Regisseur und Autor
- Kebel, Rudolf, deutscher Rugbyspieler
- Kebelmann, Bernd (* 1947), deutscher Chemiker, Lyriker und Erzähler, Projekt- und Rundfunkautor
- Kebelmann, Herbert (1907–1996), deutscher Filmregisseur, Kameramann und Produzent
- Kebenei, Nicholas Kiplangat (* 1995), kenianischer Mittelstreckenläufer
- Kebenei, Stanley (* 1989), kenianisch-amerikanischer Langstreckenläufer
- Kebenei, Wilson Kiprotich (* 1980), kenianischer Langstreckenläufer
- Keber, Christian (* 1998), deutscher Schwimmer
- Keber, Erich (1926–2016), österreichischer Bildhauer
- Keber, Gotthard August Ferdinand (1816–1871), deutscher Mediziner
- Keber, Jasmina (* 1988), slowenische Crossminton-Spielerin
- Keber, Tobias O. (* 1974), deutscher Jurist
- Keberle, Daniel (* 1972), österreichischer Schauspieler, Off-Sprecher und Comedian
- Keberle, Ryan (* 1980), US-amerikanischer Jazzmusiker
- Kebernik, Leo (* 1999), deutscher Schauspieler
- Kebes, Schüler des Pythagoreers Philolaos und des Sokrates

### Kebi
- Kebinatshipi, Collen (* 2004), botswanischer Sprinter
- Kebinger, Hanna (* 1997), deutsche Biathletin
- Kebir, Sabine (* 1949), deutsche Autorin und LiteraturwissenschaftlerinSabine Kebir (* 1949)

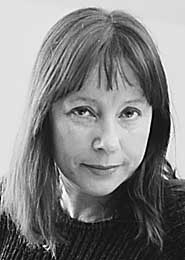
Sabine Kebir (* 1949)

- Kebispajew, Almat (* 1987), kirgisischer bzw. kasachischer Ringer
- Kebitsch, Wjatschaslau (1936–2020), belarussischer Politiker; Premierminister (1991–1994)

### Kebl
- KeBlack (* 1992), französischer Rapper
- Keble, John (1792–1866), anglikanischer Geistlicher und Dichter

### Kebr
- Kebreau, Antonio Thrasybule (1909–1963), haitianischer Politiker, Präsident von Haiti
- Kébreau, Louis (* 1938), haitianischer Ordenspriester und emeritierter römisch-katholischer Erzbischof von Cap-Haïtien
- Kebrle, Josef, tschechoslowakischer Radrennfahrer
- Kebrlová, Lenka (* 1966), tschechoslowakische Skirennläufer

### Kebs
- Kebschull, Anna (* 1973), deutsche Politikerin (Bündnis 90/Die Grünen), Landrätin des Landkreises Osnabrück
- Kebschull, Markus (* 1969), deutscher Koch

### Kebu
- Kebu, finnischer Musiker
- Kebuladze, Vakhtang (* 1972), ukrainischer Philosoph, Publizist und Übersetzer

### Kebz
- Kebzabo, Saleh (* 1947), tschadischer Politiker